# Вестерн (Нью-Йорк)
Вестерн (англ. Western) — місто (англ. town) в США, в окрузі Онейда штату Нью-Йорк. Населення — 1831 особа (2020).

## Демографія
Згідно з переписом 2010 року, у місті мешкала 1951 особа в 796 домогосподарствах у складі 553 родин. Було 872 помешкання
Расовий склад населення:
| - 98,2 % — білих - 0,7 % — азіатів - 0,6 % — чорних або афроамериканців |

До двох чи більше рас належало 0,4 %. Частка іспаномовних становила 1,7 % від усіх жителів.
За віковим діапазоном населення розподілялося таким чином: 21,2 % — особи молодші 18 років, 62,8 % — особи у віці 18—64 років, 16,0 % — особи у віці 65 років та старші. Медіана віку мешканця становила 43,9 року. На 100 осіб жіночої статі у місті припадало 104,9 чоловіків;  на 100 жінок у віці від 18 років та старших — 107,1 чоловіків також старших 18 років.
Середній дохід на одне домашнє господарство  становив 77 292 долари США (медіана — 63 019), а середній дохід на одну сім'ю — 85 337 доларів (медіана — 65 750). Медіана доходів становила 53 177 доларів для чоловіків та 34 750 доларів для жінок. За межею бідності перебувало 8,2 % осіб, у тому числі 14,1 % дітей у віці до 18 років та 3,8 % осіб у віці 65 років та старших.
Цивільне працевлаштоване населення становило 1006 осіб. Основні галузі зайнятості: освіта, охорона здоров'я та соціальна допомога — 19,9 %, роздрібна торгівля — 15,3 %, мистецтво, розваги та відпочинок — 11,7 %, виробництво — 10,4 %.